# Clementia Taylor

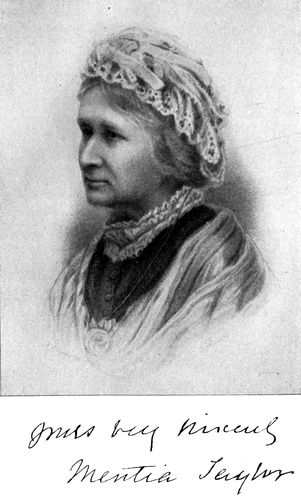
Clementia Taylor, 1898

Clementia (Mentia) Taylor, geborene Doughty (* 17. Dezember 1810 in Brockdish, Norfolk; † 11. April 1908 in Brighton), war eine englisch-britische Frauenrechtsaktivistin und Abolitionistin.

## Leben
Taylor wurde in Norfolk als eines von zwölf Kindern von John Doughty († 1837), einem Landwirt und Gerber, und Mary Doughty, geborne Simons, geboren. Die Familie war unitarisch, und Taylor wurde Gouvernante der Töchter eines unitarischen Pfarrers, der ein Jungeninternat in Hove leitete. 1842 heiratete sie Peter Alfred Taylor, einen Cousin ihrer Schützlinge. Taylor war später liberaler Abgeordneter für den Wahlkreis Leicester.
Im Jahr 1863 kaufte Peter Taylor das Aubrey House in Campden Hill, Holland Park im Westen Londons. Die Taylors eröffneten auf dem Gelände des Hauses das Aubrey Institute, ein Institut, das jungen Menschen die Möglichkeit bot, ihre möglicherweise schlechte Schulbildung zu verbessern. Die Leihbibliothek und der Lesesaal des Instituts umfassten über 500 Bücher.
Taylor war zusammen mit Mary Estlin und Eliza Wigham waren in der Anti-Sklaverei-Bewegung in England aktiv und gehörten 1863 alle der Ladies’ London Emancipation Society an, die Taylor leitete.
Das Ehepaar Taylor war eng in die Bewegung für die italienische Einigung eingebunden, und Giuseppe Mazzini war ein häufiger Besucher in Aubrey House. Während seines gefeierten Besuchs in London im Jahr 1864 fand im Aubrey House ein Empfang für Giuseppe Garibaldi statt, und danach besuchte Garibaldi Mazzini. Zu den bekannten radikalen Persönlichkeiten, die an diesem Empfang teilnahmen, gehörten die Feministin Emilie Venturi, Aurelio Saffi, Karl Blind, Ferdinand Freiligrath, Alexandre Ledru-Rollin und Louis Blanc.
In seiner Autobiografie beschreibt Moncure Daniel Conway den Salon der Taylors im Aubrey House und Clementia Taylors Pen and Pencil Club, in dem die Werke junger Schriftsteller und Künstler gelesen und ausgestellt wurden. Conway, ein amerikanischer Abolitionist und Geistlicher, zog nach Notting Hill, um in der Nähe der Taylors im Aubrey House zu sein. Die gesellschaftlichen Zusammenkünfte der Taylors wurden auch von Louisa May Alcott erwähnt.
Auch die Feministinnen Barbara Leigh Smith Bodichon, Lydia Becker, Elizabeth Blackwell und Elizabeth Malleson besuchten Aubrey House. Taylor gehörte dem Organisationskomitee der Petition für das Frauenwahlrecht an, die John Stuart Mill 1866 dem britischen Parlament vorlegte; die 1499 Unterschriften wurden in Aubrey House gesammelt. In diesem Haus hielt der Ausschuss der Londoner National Society for Women’s Suffrage im Juli 1867 seine erste Sitzung ab.
Malleson schrieb in ihrer Autobiografie über die Zusammenkünfte in Aubrey House:

„Those […] parties during the London season were unique and very enjoyable, for Mentia and her husband […] were admirably free of class prejudice in persons and opinions, so that all kinds of literary people – refugees from several countries – artists and humble lovers of social enjoyment, mingled with supporters of ‚causes‘ of all kinds.“

„Diese […] Parties während der Londoner Saison waren einzigartig und sehr vergnüglich, denn Mentia und ihr Mann […] waren bewundernswert frei von Klassenvorurteilen in Bezug auf Personen und Meinungen, so dass sich alle Arten von literarischen Menschen – Flüchtlinge aus verschiedenen Ländern – Künstler und einfache Liebhaber sozialer Vergnügungen mit Anhängern von ‚Meinungen‘ aller Art vermischten.“

Im Jahr 1873 verkauften das Ehepaar Taylor Aubrey House und zog aufgrund von Peter Taylors schlechtem Gesundheitszustand in eine Wohnung in der Nähe des Parlaments, wenn das Unterhaus tagte, und ansonsten nach Brighton. Taylor starb 1908 in Brighton.